# Психомодо поп
Психомодо поп је хрватска и југословенска панк и рок група, основана 1983. године године у Загребу. Фронтмен групе је Давор Гобац.
Бенд је формиран од бивших чланова бенда Нерон, а стекао је славу 1988. године после издања њиховог дебитног албума Година змаја. Песма Нема ње је објављена као сингл са албума. Доживела је успех због музичког спота који је емитован на МТВ-ју. Ово је издвојило Психомодо поп као први бенд у Југославији чија је музика емитована на међународној телевизијској мрежи. 
Године 1990. бенд је издао други студијски албум Секси магазин и имао је релативно успешну тромесечну турнеју у земљама бившег Совјетског Савеза. Исте године на концертима у Љубљани и Загребу, бенд је одабран је буде предгрупа Рамонсима. Рамонси су били бенд коме се Психомодо поп дивио и који је имао највише утицаја на њих. 
Крајем 1990. године Психомодо поп је одложио своје планове за продужену турнеју у знак подршке њиховом новом албуму, због избијања немира који су довели до хрватског рата за независност. Бенд се придружио хрватском бенду Аид, пројекту који се састојао од многих хрватских топ музичких дела, како би помогао стварању патриотске песме Моја домовина.
Након рата и распада Југославије, бенд је наставио са ређањем успеха у Хрватској објављивањем неколико комерцијално и критички признатих албума као што су Сребрне свиње. Албум је добио награду Порин. Албум Дебакл излази 2000. године и добија награду Порин за најбољи рок албум године.
Најновији студијски албум, Вјерујем у чуда, објављен је 2024. године. 

## Чланови
- Давор Гобац - вокали, гитара
- Тигран Калебота - бубњеви
- Саша Радуловић (иступио из бенда 1995. године) - гитара
- Смиљан Парадиш Шпарка - бас гитара, пратећи вокали
- Влатко Чавар - гитара, пратећи вокали, усна хармоника
- Јуриј Новоселић Кузма - саксофон, клавијатура

## Дискографија
| Назив албума                        | Година |
| ----------------------------------- | ------ |
| 'Сте добро?                         | 2010.  |
| Je! Je! Je!                         | 2009.  |
| The Ultimate Collection             | 2007.  |
| Plastic Fantastic                   | 2004.  |
| Текућих 20-DVD                      | 2004.  |
| Текућих 20-CD                       | 2003.  |
| Дебакл                              | 2000.  |
| Das Beste aus der grosse Hit Parade | 1999.  |
| Sextasy                             | 1997.  |
| Unpljugd                            | 1996.  |
| Сребрне свиње                       | 1993.  |
| Ко је убио Мики Мауса               | 1992.  |
| Sexy Magazin                        | 1990.  |
| Live in Amsterdam                   | 1989.  |
| Година змаја                        | 1988.  |